# گونیلا نیروس
گونیلا نیروس (انگلیسی: Gunilla Nyroos؛ زادهٔ ۷ اکتبر ۱۹۴۵) هنرپیشه اهل سوئد است.
از فیلم‌ها یا برنامه‌های تلویزیونی که وی در آن نقش داشته‌است می‌توان به بهترین نیات اشاره کرد.